# 성심외국어대학
성심외국어대학(聖心外國語大學, Sungsim College of Foreign Languages)은 부산광역시 해운대구에 있었던 대한민국의 사립 전문대학이다. 학교법인 성심학원의 전문대학으로, 대한민국 최초의 외국어 교육 전문대학으로 알려져 있다.
2002년 10월, 동일 재단 내 영산대학교에 흡수되는 것으로 결정되면서, 2003년 3월 폐교하여 현재는 영산대학교 해운대캠퍼스로 개편되었다.

## 연혁
- 1983년: '성심외국어전문대학'으로 개교
- 1998년: '성심외국어대학'으로 변경
- 2003년: 영산대학교와 통폐합에 따라 '영산대학교 해운대캠퍼스'로 개편

## 같이 보기
- 학교법인 성심학원
- 영산대학교